# Antonio Maria Lorgna
Antonio Maria Lorgna   (Cerea, 18 d'octubre de 1735 - Verona, 28 de juny de 1796), o Antonio Mario Lorgna (com firmava els seus escrits), fou un matemàtic i enginyer venecià del segle xviii promotor de l'Acadèmia de Ciències d'Itàlia.

## Vida
Lorgna era fill d'un oficial de cavalleria de l'exèrcit de la Sereníssima República. El origen de la seva família potser fos croat, bohemi o alemany, ja que en alguns escrits de la universitat se l'anomena el tedesco. Tot i no existir gaire documentació sobre la seva infància i joventut, se'l situa a Dalmàcia el 1757, probablement seguint alguna missió militar de seu pare. El governador general de Dalmàcia (en aquella època de sobirania veneciana), Alvise Contarini, coneixent les seves capacitats el va prendre com a secretari e intèrpret.
El 1759 retorna a Venècia i inicia estudis a la universitat de Pàdua, però no arriba a graduar-se.
Després d'incorporar-se a l'exèrcit de la Sereníssima i estar un temps novament a Croàcia, el 1763 és nomenat professor de matemàtiques del col·legi militar de Castelvecchio a Verona, institució en la que romandrà fins a la seva mort, arribant a ser governador del col·legi el 1784.

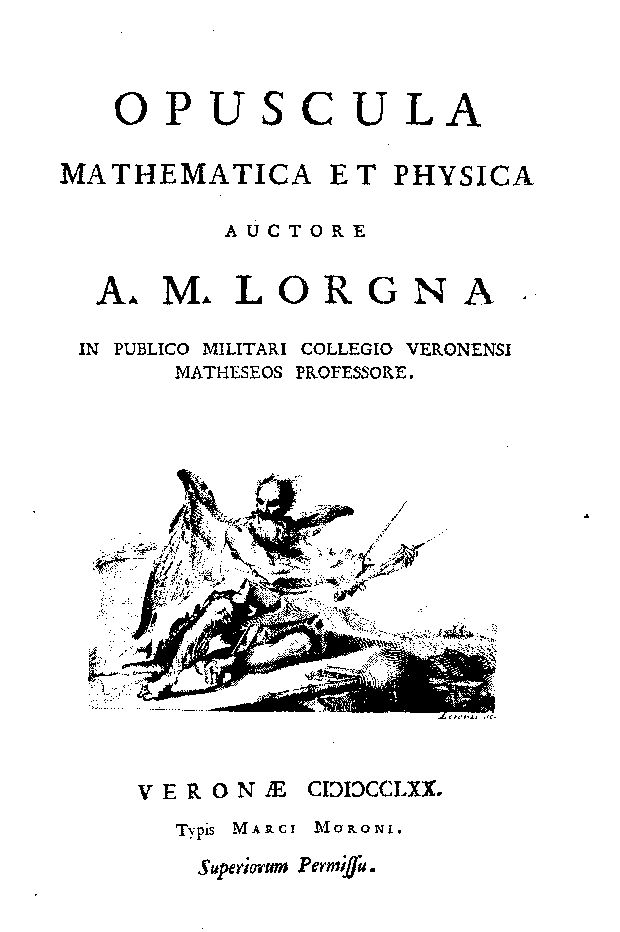
Opuscula mathematica et physica, 1770

## Obra
Lorgna és conegut, sobretot, per haver estat el impulsor i fundador el 1782 de la Società Italiana delle Scienze detta dei XL, avui Accademia Nazionale delle Scienze detta dei XL. El XL és pel nombre dels seus acadèmics: quaranta, confiant en l'"actitud patriòtica" dels autors italians (quan Itàlia encara no existia). A més, des d'aquesta data fins a la seva mort el 1796, va editar regularment les Memorie di matematica e fisica.
Els seus treballs més notables van versar sobre hidràulica, càlcul integral, pressió i sèries.
Entre les vuitantena d'obres i articles que va escriure, es poden ressenyar els següents com a més importants:
- Della graduazione de'termometri a mercurio e della rettificazione de'barometri semplici (1765)
- De quibusdam maximis, & minimis: dissertatio statico-geometrica (1766)
- Dissertazione sopra il quesito: essendo le pressioni dell'acqua stagnante in ragione delle altezze... (1769)
- Opuscula mathematica et physica (1770)
- Dissertazione sopra il questio rinvenire il fondamento... (1771)
- Specimen de seriebus convergentibus (1775)
- De casu irreductibili tertii gradus et seriebus infinitis (1776)
- Saggi di statica e meccanica applicate alle arti (1782)
- Principi di geografia astronomico-geometrica (1789)